# Libussa (Musäus)

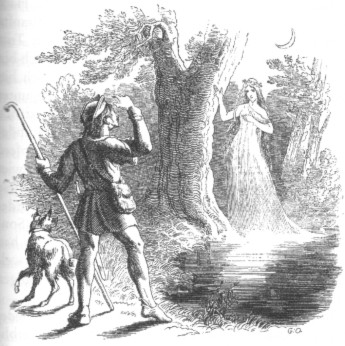
Illustration von Georg Osterwald

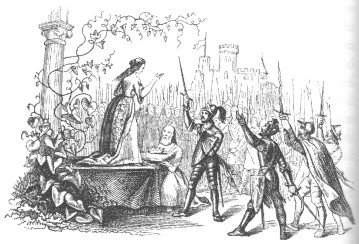
Illustration von Georg Osterwald

Libussa ist ein Märchen im dritten Band von Johann Karl August Musäus’ Volksmährchen der Deutschen, 1784.

## Inhalt
Als Herzog Czech und die Slawen den Böhmerwald bevölkern, fliehen die Elfen. Nur eine bleibt bei ihrem Baum. Darunter schläft Knappe Krokus, der des Herrn Rosse weidet. Sie hilft ihm mit Traumbildern, wenn ein Tier fehlt. Dafür schützt er den Baum, als man ihn fällen will. Sie haben drei Töchter. Er wird ein gefragter Weiser. Dann stirbt die Elfe. Die zwei älteren Töchter nutzen ihre Zauberkräfte selbstsüchtig. Die Jüngste, Libussa lebt bescheiden beim Vater. Primislas versorgt seinen alten Vater, dem man das Land nahm. Sie hilft ihm, beide verlieben sich heimlich. Nach Herzog Krokus’ Tod verhelfen zwei Ritter ihr vor den Schwestern zum Thron. Sie widersteht ihrem Werben, muss gar Untertanen vor ihnen in Schutz nehmen. Ein roter Apfel, den sie sich zum Lohn für gemeinsamen Sieg über die Sorben teilen sollen, erregt vollends ihrem Unmut. Sie erwirken Beschluss, dass die Herzogin heiraten muss. Sie schickt ihr Ross und zwölf Mann, den Fürst zu holen, der im Wald auf eisernem Tisch äße. Es ist Primislas, der eben auf seinem Pflug rastet. Libussa stellt den drei Freiern eine Rechenaufgabe, die er allein löst. Sie leben in Liebe, gründen Prag und ein Königsgeschlecht.

## Quellen und Nachwirkung

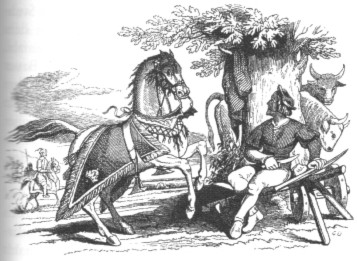
Illustration von Georg Osterwald